# Фултон (Тексас)
Фултон (енгл. Fulton) град је у америчкој савезној држави Тексас. По попису становништва из 2010. у њему је живело 1.358 становника.

## Демографија
Према попису становништва из 2010. у граду је живело 1.358 становника, што је 195 (12,6%) становника мање него 2000. године.
| Група             | 2000.         | 2010.         |
| Белци             | 1.193 (76,8%) | 1.023 (75,3%) |
| Афроамериканци    | 18 (1,2%)     | 20 (1,5%)     |
| Азијати           | 138 (8,9%)    | 76 (5,6%)     |
| Хиспаноамериканци | 175 (11,3%)   | 208 (15,3%)   |
| Укупно            | 1.553         | 1.358         |